# Macedon Ranges Shire
Macedon Ranges Shire is een Local Government Area (LGA) in Australië in de staat Victoria. Macedon Ranges Shire telt 41.586 inwoners. De hoofdplaats is Kyneton.